# Crazy Jane
Crazy Jane (cuya identidad principal es conocida como Kay Challis) es un personaje fícticio creado por el escritor y guionista de historietas escocés Grant Morrison y el dibujante estadounidense Richard Case para el sello Vertigo perteneciente a la editorial DC Comics, siendo miembro del equipo conocido como Doom Patrol. Apareció por primera vez en el volumen liderado por Grant Morrison (es decir, el volumen 2 que pasó de DC a ser publicado por Vertigo) en el #19 (del mes de febrero de 1989). De acuerdo con el epílogo de la primera colección de bolsillo de la etapa de la Doom Patrol de Grant Morrison, se basa en la escritora estadounidense Truddi Chase, conocida en los Estados Unidos por su célebre obra literaria When Rabbit Howls, de (1987), una autobiografía sobre sus experiencias luego de que ésta fuese diagnosticada con trastorno de identidad disociativo. Luego de leer la autobiografía de la escritora, Morrison aprovechó en la creación de su nuevo personaje que incluiría en su versión de la Doom Patrol.
Crazy Jane tendría su primera adaptación en una serie de acción en vivo siendo parte del elenco principal de la serie de televisión Doom Patrol del servicio de transmisión de DC Universe, interpretada por la actriz Diane Guerrero.

## Biografía metaficcional del personaje

### Invasión!
Jane Morris es la personalidad alternativa dominante de Kay Challis, diagnosticada por sufrir de trastorno de identidad disociativo. Como resultado de esta enfermedad mental, fue expuesta a una explosión de una "bomba genética" por una comitiva de alienígenas Dominators que en algún momento llegaron a la Tierra (coincidiendo de manera paralela este suceso con el evento Invasión! o si fue un hecho aislado), y como consecuencia a esta explosión genética causó que sus 64 personalidades alternativas le otorgaran a cada un superpoder diferente.
En su niñez, Kay Challis fue abusada por su padre, a partir de los cinco años. La primera vez que su padre abusó y le castigó, ella estaba armando un rompecabezas; Este sería un símbolo y el detonante importante en su futuro que quebraría mental y emocionalmente la vida de Morris. Kay finalmente se retira completamente y es reemplazada por una personalidad alternativa que responde al nombre "Miranda". En un Domingo de Pascua, Miranda es víctima de una violación en una iglesia, lo que desencadenaría una serie de flashbacks de sus antiguos abusos, destruyendo la personalidad "Miranda", fragmentándose y destruyendo de manera masiva esta nueva personalidad. Kay sería llevada inmediatamente a una institución mental poco después.

### Miembro de laDoom Patrol
Cuando se desata el estallido de la bomba genética, Jane y todas sus personalidades se ven afectadas; cada personalidad gana un poder diferente (por ejemplo, una de las personalidades, llamada Black Annis adquiere habilidades similares a Wolverine, adquiriendo unas garras retráctiles, Flit puede teletransportarse, etc.). Cliff Steele que se estaba quedando en la misma institución que Jane cuando Will Magnus le pide a Cliff que la cuide, conlleva a que Jane se convierta en miembro de la Doom Patrol.
Casi al final de la etapa de Grant Morrison con la Doom Patrol, Jane realiza una peregrinación a su hogar de infancia, enfrentándose a sus propios traumas para poder superarlos. Esto le traería paz a su interna confusión, por lo que sus personalidades se integran en facetas fundiendolas en una personalidad más normal, única, aunque compleja.

### Un nuevo amigo:Danny La Calle
Desafortunadamente, cuando regresa a la Doom Patrol, Jane es atacada por The Candlemaker y es lanzada a otra dimensión, similar al mundo real, donde es internada como esquizofrénica y tratada con terapia de choque. Cliff eventualmente rescata a Jane de esa otra dimensión y vive con ella junto con Danny the World, justamente el antes conocido como Danny La Calle.
En la etapa de la escritora Rachel Pollack, se revela que los alter ego de Jane todavía existen, y Cliff la abandona y regresa a la Tierra. Los dos se separarían debido a las discusiones constantes entre ambos en el desarrollo de la historia, en su mayoría por culpa de Cliff, ya que Cliff tenía miedo de ella.

### De regreso con la Patrulla
Jane haría un cameo en las páginas de los Teen Titans #36 , donde se la ve junto con Danny the World a través de un portal en la mansión Dayton en Praga. Regresa con el equipo en Doom Patrol #7, en la etapa de Keith Giffen, pero fueron seguidos por los gentrificadores cuando estos se encontraban en la Isla Oolong, preguntando por Cliff y llevando con ella los restos de Danny la Calle. Danny ahora había sido reducido a un solo ladrillo, pasando a llamarse como Danny el ladrillo. A su vez Jane dice: "Si lo construyes, él vendrá", aunque ella no explica con más detalles..
Jane luego viajaría por todo el universo junto con Danny el ladrillo, mostrándole muchas maravillas. Un hombre llamado "D" posteriormente usaría a Danny el ladrillo para matar a un Dios y causaría que surja otra manifestación de las personalidades de Jane. Esta manifestación inicia un culto y planea difundir las personalidades de Crazy Jane entre los sesenta y tres miembros del culto para luego matar a los miembros del culto. La Doom Patrol la detiene y le devuelve a Jane la personalidad básica de Kay Challis de nuevo como la dominante.
Jane ahora aceptaría finalmente su enfermedad mental, ya que no buscaría curarla, sino que además buscaría como controlarla. Robotman la ayuda y acepta su desorden de personalidades.

### Los Nuevos 52/DC: Renacimiento:DC's Young Animal
Con el regreso de Jane en al reinicio de Los Nuevos 52, sería partícipe del sello Young Animal, donde aparece de igual manera como miembro de la Doom Patrol, en el que puede cambiar los superpoderes según la personalidad alternativa que se le presente. En la nueva continuidad, retomando algo de la historia de origen previa, una experiencia traumática en su infancia, Kay Challis desarrolló un trastorno de personalidad múltiple, diseñando una nueva personalidad dominante llamada Jane. Cada una de sus muchas personalidades recibiría su propio superpoder después de que Challis fuera expuesta a una Bomba Genética durante una invasión alienígena. En algún momento de su vida adulta, Jane conocería a Robotman y se convertiría en miembro de la Doom Patrol, trabajando para detener a los Scissormen y otros desastres surrealistas.

#### Ladrillo por ladrillo
Tal cual como se dio antes del reboot de continuidad, después de dejar Doom Patrol, Jane y Danny el Ladrillo viajarían juntos por el cosmos hasta que fueron obligados accidentalmente a asesinar a unos dioses intergalácticos. Sin embargo, se adicionaría a la historia ya contada donde la experiencia en el espacio traumatizaría aún más a Jane por lo que creó a una nueva personalidad llamada la Doctora Harrison, quien luego se convertiría en la nueva personalidad dominante. Harrison habría tomado el control completo del cuerpo de Challis después del trauma y obligaría a las otras personalidades a esconderse dentro de las profundidades de la mente de Jane, llamada Underground, mientras buscaba convertirse como su única personalidad. Fingiendo ser la verdadera "Jane", la Doctora Harrison usó sus poderes de control mental para iniciar un culto en una ciudad del desierto en Nuevo México, a la que llamó "Janestown". La Doctora Harrison operó durante un período prolongado de tiempo, intentando construir una nueva Bomba Genética con la que pensó que así buscaría erradicar a las otras personalidades.
Algún tiempo después, Jane fue re-descubierta después de que Danny la calle (devuelto a su estado original) y Casey Brinke se encontraban buscando reunir de nuevo a la Doom Patrol. Danny, luego de ser rescatado de Vectra, enviarían al equipo a Janestown para liberar a Jane de la personalidad de la Doctora Harrison, solo para descubrir que Jane tenía la intención de hacer un juego de poderes sobre la personalidad antagónica de todos modos. Después de que la bomba genética que la Doctora Harrison había construido, que resultó ser un falso diseñado por Jane, Harrison fue removida finalmente de la mente de Challis, lo que le permitió a Jane retomar el control y volver a unirse a la Doom Patrol.

#### Guerras de la Leche
Durante los eventos del crossover Guerras de la Leche, se le vio junto a la Patrulla Condenada deteniendo al villano conocido como Milkman Man, que buscaba secuestrar al Multiverso DC para reescribir la realidad a su antojo con la organización llamada Retconn.

## Personalidades y poderes
Las personalidades de Crazy Jane están organizadas como si fuera una red de metro mental llamada El Underground. Cada personalidad tiene su propia estación, que parece servir como hogar cuando no están bajo control. En la sección inferior del metro hay un pozo donde las personalidades pueden ir a destruirse mutuamente. Allí es donde murió Miranda. En este pozo alberga la personalidad matriz de la mente de Jane. Entre las siguientes personalidades conocidas tenemos:
- Baby Doll: Una personalidad infantil que cree que todo es encantador, posee poderes telepáticos.
- Baby Harlot: mezcla entre Baby Doll y Scarlet Harlot.
- Bizzie Lizzie Borden: el noveno alterante de Jane, que puede no ser real.
- Black Annis: Un mendigo agresiva, equipada con garras afiladas, ojos rojos y piel azul.
- Blood of the Lamb: No hay información aún. Se cree que esta forma, Jane está cubierta de pies a cabeza con sangre que proviene de ciertas heridas desconocidas (o inexistentes) que se parecen a los estigmas.
- Burbuja: Desconocida.
- Butterfly Baby: Esta personalidad constantemente le hace sufrir un dolor al nivel del personaje ficticio de las películas de Hellraiser en la parte más profunda de la mente de Jane.
- Crazy Jane: La personalidad dominante y principal. No tiene poderes. Su nombre se deriva del de un personaje en varios poemas de Yeats, así como de la pintura del mismo nombre de Richard Dadd mencionada por Grant Morrison en el arco "Run" de la Doom Patrol Volumen 2 #30, página 13, de la etapa con el sello Vertigo.
- Padre: Una imagen del retrato del cruel padre de Jane manifestado como un monstruo gigante hecho de insectos, excrementos y piezas de rompecabezas. Padre habla con la voz de Jane. Esta personalidad eventualmente fue destruida al vencer este temor.
- Driller Bill: Aparición en la serie de DC Universe: Doom Patrol, no se demuestra si tiene poderes y habilidades.su apariencia es de aspecto afroamericana. Temporada 1, Capítulo #9
- Doctora Harrison: Una personalidad cuya apariencia de una psicóloga lleva una Raya blanca en el cabello y de ojos azules, es Capaz de sustentar telepáticamente traumas infantiles de otros, que utiliza para poder influir en cualquiera que escuche su voz insana.
- Driver 8: Es una personalidad que recrea a un conductor del metro subterráneo, cuyo nombre hace referencia a una canción del grupo R.E.M. El sombrero del conductor tiene símbolo infinito (con la forma de "8" horizontal) en él.
- Flaming Katy: Ella es una personalidad pirocinética.
- Flit: Ella es la personalidad que permite teletransportala a cualquier parte. Viste con la moda de finales de los ochenta.
- Hammerhead: Es la personalidad dominante más agresiva de todas, posee superfuerza.
- Jack Straw: Es un espantapájaros viviente.
- Jeann: Esta personalidad podía verse cuando Cliff era mostrado cuando estaba entrando en la mente de Jane.
- Jill-in-Irons: Esta personalidad está rodeada de grandes cadenas. Posiblemente una referencia a Jack-In-Irons .
- K-5: Es la personalidad de Kay Challis original, que desapareció a los 5 años. Está "durmiendo" en una de las estaciones más bajas de la mente de Jane.
- Kit W'The Canstick: Esta personalidad es la de una anciana que lleva una vela quemada.
- Lady Purple: Ella puede ver el futuro pero rara vez se le ve hablar; su nombre posiblemente proviene de la canción "Christine" de Siouxsie y Banshees.
- Liza Radley: Una personalidad normal, despertada como resultado de un ambiente amoroso, que empuja a Jane a recuperarse. Las otras personalidades no están seguras de cómo reaccionar ante Liza y se sienten amenazadas por ella. Su nombre se debe a una canción de The Jam, la cara B de su single " Start! ".
- Lucy Fugue: Esta personalidad tiene huesos radioactivos y piel transparente. También puede generar vibraciones armónicas, un poder que utilizó para derrotar a los Antígodos . En la versión de la serie de televisión, esta personalidad tiene poderes eléctricos.
- Mama Pentecostés: Esta personalidad es experta enigmas y le permite resolver criptogramas.
- Merry Andrew: Esta personalidad aparece vestida de arlequín y lleva juguetes.
- Miranda: Una antigua personalidad dominante; Ella se destruye después del incidente de la iglesia. Su "estación" ahora está ocupada por un indescriptible horror, visible desde la distancia solo como una luz extraña, que solo el Driver 8 puede ver sin ser destruido por la visión (cubre los ojos de Cliff cuando pasan por esta área).
- No One: Ella es muy agresiva; fue capaz de sentir el Quinto Jinete y la Pintura antes de que se activara.
- Penny Farthing: Ella habla con un tartamudeo. Penny Farthing es el nombre en inglés de las primeras bicicletas que tenían ruedas de diferentes tamaños.
- Pepper's Ghost: Personalidad desconocida.
- Bonita polly: Personalidad desconocida.
- Rain Brain: Una personalidad que habla con una corriente de conciencia y puede adoptar una forma abstracta e inmaterial.
- Ramera escarlata: Personalidad ninfómana con el poder de crear proyecciones de ectoplasma y absorber la energía psicosexual perdida.
- Bomba sexual: Esta personalidad explota cuando se excita sexualmente.
- Silver Tongue: Sus vocalizaciones se vuelven letras y frases que se pueden ver que luego se pueden usar como armas afiladas.
- Spinning Jenny: Es propensa a ataques de pánico.
- Estigmas: Una personalidad que permite que sangre de sus manos y pies reviviendo el incidente de la iglesia sin cesar.
- Sun Daddy: Una figura gigantesca con la cabeza con forma de sol con el poder de lanzar bolas de fuego.
- Sylvia: Ella tiene los sentimientos claustrofóbicos de Jane. Está encerrada dentro de una pequeña habitación, recitando fragmentos de poemas. Ella cree que si puede juntar los fragmentos, puede usarlos como una llave para salir de la habitación.
- The Engineer: Ayuda a Driver 8 a mantener estable el metro.
- The Hangman's Beautiful Daughter: Esta personalidad es la de una artista con el poder de activar psíquicamente sus pinturas; cuyo nombre se toma del título de un álbum por la increíble banda de cuerdas.
- The Pointman: Él asiste a Driver 8 en el mantenimiento "The Underground".
- La Secretaria: Una pesimista personalidad ordenada que rara vez muestra emociones.
- Shapeless Children: Una personalidad que repite constantemente "Papá no lo hagas".
- The Signal Man: Personalidad desconocida.
- La Devoradora de Pecados: Ella cree que debe sufrir por sus pecados. Jane la saca a la defensiva cuando la torturan.
- La reina de la Nieve: Personalidad desconocida.
- Las hermanas raras: Personalidad que une a tres personalidades en una.

Actualmente, todavía existen otras personalidades en Jane que aún no se han identificado correctamente. Entre ellas se incluye: una monja con una motosierra, una niña pelirroja con una marca de belleza en un vestido rojo, una persona con ropa de gladiador, una en ropa de motociclista, una niña escolar pelirroja, un niño de pelo rubio corto, una personalidad con una cabeza anaranjada de forma extraña, y una mujer cuya cara está sombreada.

### Otros poderes
- Conciencia Cósmica: una de las personalidades anónimas de Jane es una artista que sabe que es un personaje de cómic. Su poder expuso a la Liga de la Justicia a la manipulación de la realidad Retconn para liberarlos del control del villano de turno.[7]
- Precognición: Según Jane, la personalidad Lady Purple puede ver el futuro.[8]
- Control mental (anteriormente): La personalidad de la "Doctora Harrison" tenía el poder del control mental intenso y generalizado. Era una personalidad malvada que intentaba tomar el control total del cuerpo de Challis. Finalmente, otras personalidades la engañaron para que se erradicara a sí misma con la falsa Bomba Genética.[5]

## Apariciones en otros medios
- La actriz Diane Guerrero interpreta a Crazy Jane en la serie de acción en vivo de la plataforma DC Universe Doom Patrol.[9]